# 玄裳尾凤蝶
玄裳尾凤蝶（学名：Bhutanitis nigrilima）也称玄裳褐凤蝶，一种分布于中华人民共和国四川省的鳞翅目昆虫，隶属于凤蝶科尾凤蝶属（褐凤蝶属）。本种与三尾凤蝶（Bhutanitis thaidina）非常相似，主要区别在于后翅中室端部及外侧无黄色线和亚缘斑颜色及形状，有些资料将本种视作三尾凤蝶的同物异名。

## 形态特征
玄裳尾凤蝶成虫翅展约90毫米左右。身体和双翅底色皆为深黑色。翅上的线纹很细，呈暗黄色。后翅亚缘斑紫红色，锯状，很狭而极倾斜，具有4个棕色新月斑。